# 八門拳
八門拳，甘肅、青海拳術，又稱岳氏連拳、驷意八门拳，為中國武術流派之一，也是青海省非物质文化遗产

## 源流
據傳八门拳出自南宋名将岳飞，在清朝同治年间，由河北雄县刘仕俊在京师护卫营教授此拳，将此散手编为八路连贯的套路，故又称为岳氏连拳。兰州的八门拳是由常燕山于清朝嘉庆年间传入。

## 介紹
八門拳出手快、步法快、转身快。“意”主要指攻防意识强，以意行拳以意发劲，心动气达手到。八门拳在拳式变化上以式化理，它因起式、阴阳八卦手及收式子母阴甲手而得名。所以定名为“八门拳”，意在八门手的无穷变化而形成。

## 套路
八门拳拳种由三部分组成:单拳套路、捶拳套路、封手拳套路。拳术套路有撕拳、炮拳、九环捶、封手八快、八门惊捶、八门通背拳、破母、小母子、十连子、十沉劲、登州捶、八虎单拳等。器械套路有混元刀、高家枪、金枪、炮棍、八虎棍、扭丝棍、琵琶条子、排子棍、八朴条子等。

## 來源
1. 1 2 3  .   [2022-12-30]. （原始内容存档于2022-12-30）.